# Euchiloglanis kishinouyei
Euchiloglanis kishinouyei is een straalvinnige vissensoort uit de familie van de zuigmeervallen (Sisoridae). De wetenschappelijke naam van de soort is voor het eerst geldig gepubliceerd in 1934 door Kimura.